# Polapená nevěra (opera)
Polapená nevěra je první opera o jednom dějství v pěti výstupech (autor ji označuje jako „operní fraška o pěti dějstvích s epilogem a prologem“, zmínka o pěti dějstvích je však ironická) českého skladatele Otmara Máchy. Jako libreto skladatel použil s minimálními úpravami text anonymní staročeské frašky Polapená nevěra, která vyšla tiskem roku 1608. Opera vznikla v letech 1956–1957 a poprvé byla uvedena v divadle D 34 (vedeném Máchovým vzorem Emilem Františkem Burianem) poprvé 21. listopadu 1958. Tuto první inscenaci dirigoval Vlastimil Pinkas a režírovala Libuše Čechová.

## Vznik, charakteristika a historie
Otmar Mácha se k této opeře obrátil po dokončení a provedení svého prvního závažného díla, oratoria Odkaz Jana Ámose Komenského (1955). I v Polapené nevěře tak zůstal v prostředí přelomu baroka a renesance a s odstupem a ironií v ní využívá stylizaci hudby těchto historických slohů; řadí se tak do hudebního neoklasicismu. Mácha využívá nezměněný původní text s lidově drsným jazykem i humorem a rychle plynoucími dialogy, jejž zhudebnil s velkým pochopením a zdůraznil jeho parodické rysy. Historizující a humorný efekt libreta doplňuje z hudební stránky například úmyslně chybná deklamace (s hudebními přízvuky nespadající v jedno s přízvuky slovními a větnými) i neočekávané a bizarně umístěné hudební ornamenty (melismata, koloratury): například milenec ve chvíli útěku spustí dlouhou koloraturní árii Jáť se musím v holubi stříleti!, čímž se ovšem zdrží natolik, že je přistižen. Ladislav Šíp charakterizuje hudební styl Polapené nevěry slovy „rafinovaná primitivnost“.
Polapená nevěra je psána pouze pro čtyři sólisty a komorně obsazený orchestr, přes zdánlivou jednoduchost a lehkost jsou však vokální i instrumentální party značně náročné. Inscenace trvá asi 35 minut.
Brzy po první inscenaci v D 34 následovala inscenace ve Slezském divadle Zdeňka Nejedlého v Opavě (1959), a to v kombinaci se Žvanivým slimejšem Jiřího Pauera. Poté ji uvedlo roku 1964 Operní studio AMU na scéně Hudebního divadla v Nuslích, a to spolu s aktovkou Giacoma Pucciniho Gianni Schicchi. Později ji uvedlo divadlo v Ústí nad Labem, a to nejprve roku 1983 v kombinaci s Pauerovým Žvanivým slimejšem, v roce 1987 pak v obnovené premiéře v kombinaci s Ženitbou Bohuslava Martinů. V roce 1989 ji uvedla Komorní opera Praha. Vedle toho byla provedena roku 1966 v divadle v Pforzheimu.

## Osoby
- Kupec – bas
- Dorota, jeho žena – soprán
- Asotus, frejíř – tenor
- Marta, děvečka – soprán
- Musikus – němá role (hráč na píšťalu a bubínek)

## Instrumentace
2 flétny, 2 hoboje, 2 klarinety, 2 fagoty; 2 trubky, 2 pozouny; tympán, bicí souprava; smyčce.

## Děj opery
Skupina komediantů se představuje obecenstvu a uctivě žádá o laskavou přízeň: hodlá mu sehrát komedii o polapené nevěře.
Starý kupec odjíždí a loučí se se svou mladou chotí Dorotou. Kupcová sice naoko roní slzy nad jeho odjezdem, jakmile však manžel vytáhne paty z domu, hodlá si užít: „co stařec zamešká, s mladým nahradím“. Brzy je to její mladý milenec Asotus, ochoten vyhovět jejím milostným potřebám, nejdříve se však nechá hostit tučnou krmí.
Kupec ale pojal podezření a vrátil se, aby ověřil věrnost své manželky. Přijde tedy zpět a bouchá hlasitě na dveře. Z toho, že mu manželka nejde otevřít, si zpočátku nic zvláštního nedělá a vysvětluje si to jejím tvrdým spánkem. Vevnitř zatím děvečka Marta tropí poplach, a zatímco paní Dorota nechce v manželův návrat uvěřit, služka přinejmenším schová milence pod necky.
Ale když se kupec konečně dostane dovnitř, netrvá mu dlouho a ukrytého Asota objeví. Následuje všeobecný zmatek, v němž se jeho láteření mísí s lamentováním manželky, stížnostmi milence a brebentěním služky, nakonec však musí kupec stoicky uznat, že kdo si vezme mnohem mladší ženu, nemůže nic jiného než nevěru čekat: „že v kterém manželství není rovnosti, že tu nemůž býti ani svornosti“.
Zpěváci-herci se po tomto mravním ponaučení loučí se svým obecenstvem a snažně ho prosí o štědrost vůči chudým umělcům.